# Cyclopelta

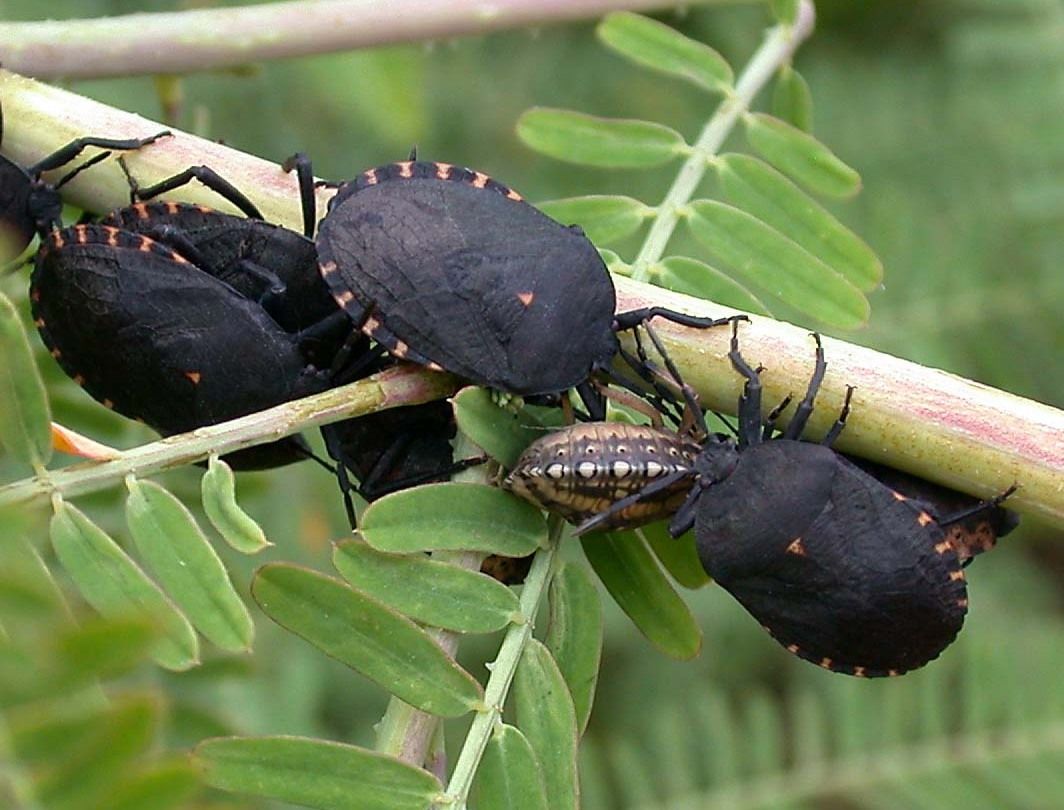
Cyclopelta obscura

Cyclopelta – rodzaj pluskwiaków z podrzędu różnoskrzydłych i rodziny Dinidoridae. Obejmuje 13 opisanych gatunków.

## Morfologia
Pluskwiaki o ciele w zarysie jajowatym, silniej wypukłym po stronie brzusznej niż po stronie grzbietowej.
Niewielkich rozmiarów głowa ma lekko wypukłą powierzchnię. Jej przednia krawędź jest ścięta z zaokrąglonymi bokami, a krawędzie boczne lekko przed oczami sinusoidalne. Płytki żuwaczkowe są tej mniej więcej samej długości co przedustek lub od niego dłuższe. Oczy złożone są lekko szypułkowate. Odległość między przyoczkami jest dwukrotnie większa niż odległość między przyoczkiem a brzegiem oka złożonego. Delikatne czułki zbudowane są z czterech członów, z których czwarty jest krótszy od trzeciego. Kłujka zbudowana jest z pięciu członów i w spoczynku sięga przednich krańców tylnych bioder. Bukule są zaokrąglone i lekko wyniesione.
Przedplecze ma krawędź przednią lekko wklęśniętą, krawędzie przednio-boczne łukowate do lekko sinusoidalnych, a krawędź tylną pośrodku prostą i po bokach mocno zafalowaną. Niedochodząca do środka długości odwłoka tarczka ma faliste brzegi boczne. Półpokrywy mają nieco dłuższe od tarczki przykrywki i dochodzące do końca odwłoka lub wykraczające trochę poza jego koniec zakrywki. Środkiem śródpiersia biegnie głęboki, podłużny rowek. Gruczoły zapachowe zatułowia mają wyraźne, ale nie sięgające środka metapleur kanaliki wyprowadzające. Odnóża zwieńczone są trójczłonowymi stopami.
Odwłok ma przynajmniej częściowo odsłonięte listewki brzeżne. Przetchlinki na pierwszym z widocznych sternitów odwłoka zasłonięte są przez zapiersie. Genitalia samca odznaczają się trzema parami podobnie wykształconych wyrostków na koniunktywie oraz szerokimi, zaokrąglonymi paramerami z frędzlami szczecinek i często z płytką, obszerną wklęsłością. Genitalia samicy mają błoniaste, owalne do lekko wydłużonych walwule drugiej pary. Spermateka składa się z zaokrąglonego zbiornika i długiego, spłaszczonego lub rurkowatego przewodu, niekiedy zaopatrzonego w wyrostek.

## Rozprzestrzenienie
Rodzaj rozprzestrzeniony jest w krainie etiopskiej na obszarze Afryki Wschodniej, Środkowej i Zachodniej oraz w krainie orientalnej na obszarze od Indii, Mjanmy, Chin i Tajwanu przez Malezję i Filipiny po Indonezję.

## Taksonomia
Takson ten wprowadzony został w 1843 roku przez Charlesa Jean-Baptiste'a Amyota i Jean Guillaume Audinet-Serville'a. Tesseratoma obscura jego gatunkiem typowym wyznaczona została w 1909 roku przez George'a Willisa Kirkaldy'ego.
Do rodzaju tego zalicza się 13 opisanych gatunków:
- Cyclopelta abdominalis Distant, 1902
- Cyclopelta bechyne Durai, 1987
- Cyclopelta bruneiensis Lis, 1992
- Cyclopelta funebris (Fabricius, 1775)
- Cyclopelta obscura (Lepeletier & Serville, 1825)
- Cyclopelta ornata Stål, 1871
- Cyclopelta parva Distant, 1900
- Cyclopelta robusta J. Lis & B. Lis, 2001
- Cyclopelta rugosa Distant, 1921
- Cyclopelta siccifolia (Westwood, 1837)
- Cyclopelta solmani Lis, 1990
- Cyclopelta trimaculata Vollenhoven, 1868
- Cyclopelta tristis (Stål, 1865)